# موتور پمپ شاه گز کریم‌آباد
موتور پمپ شاه گز کریم‌آباد یک منطقهٔ مسکونی در ایران است که در دهستان ارزوئیه واقع شده‌است. موتور پمپ شاه گز کریم‌آباد ۷۱ نفر جمعیت دارد.